# Казайш (Томар)
Казайш (порт. Casais) — район (фрегезия) в Португалии, входит в округ Сантарен. Является составной частью муниципалитета Томар. По старому административному делению входил в провинцию Рибатежу. Входит в экономико-статистический субрегион Медиу-Тежу, который входит в Центральный регион. Население составляет 2471 человек на 2001 год. Занимает площадь 27,44 км².